# Московская (водка)
Моско́вская осо́бая во́дка или просто Московская водка (англ. Muscovite special vodka) является российской маркой русской водки, представленной в 1894 году Российской государственной водочной монополией. Её производство было остановлено (наряду с другими крепкими спиртными напитками) с введением запрета в России после начала Первой мировой войны. Торговая марка была восстановлена в Советском Союзе в 1925 году.
В 1936 году группой специалистов ВНИИПБТ (Вихман Ф. З., Трусова С. А. и Рупневская М. Л.) была разработана новая, подкорректированная рецептура водки «Московская особая», с включением в рецептурный состав, помимо воды и спирта, бикарбоната натрия — 0,5-0,7 кг и кислоты уксусной — 0,4 кг на 1000 дал продукта. Это единственный сорт советской водки, производимой из зернового спирта (за исключением экспортной продукции).
На протяжении всей своей истории бутылка Московской характеризуется зелёным цветом этикетки.
Товарный знак «Московская» принадлежит федеральному казённому предприятию (ФКП) «Союзплодоимпорт» и, подобно некоторым другим советским водочным брендам, стал вызывать юридические разногласия. В частности, его оспаривает компания SPI Group.
В начале 2019 года ФКП «Союзплодоимпорт» вывело на российский рынок водку «Московская» в новом дизайне.

## Награды
«Московская особая» водка за многолетнюю историю своего существования успела принять участие в многочисленных конкурсах, показательных дегустациях и выставках и получала различные награды:
1954 г. — золотая медаль на международной выставке в Берне;
1958 г. — золотая медаль на международной выставке в Брюсселе;
1969 г. — золотая медаль на международной выставке в Пардубицах;
1977 г. — Гран-При на международной выставке в Загребе;
2008 г. — серебряная медаль на международном дегустационном конкурсе «Лучшая Водка года/Best vodka of the year»;
2014 г. — Международный, профессиональный, дегустационный конкурс продуктов питания и напитков «Продукт года — 2014» в рамках выставки Worldfood Moscow — Гран-При;
2015 г. — Международная выставка продовольственных товаров и сырья для их производства «Продэкспо — 2015» — Гран-При Международного конкурса «Лучший продукт 2015».